# Leila Diniz
Leila Roque Diniz (25 tháng 3 năm 1945 – 14 tháng 6 năm 1972) là một nữ diễn viên truyền hình, điện ảnh và sân khấu Brazil, với những ý tưởng và thái độ tự do về tình dục đã làm dấy lên sự bất bình của cả nữ quyền và chính phủ quân sự Brazil những năm 1960.
Bà qua đời vào ngày 14 tháng 6 năm 1972, ở tuổi 27, đang ở đỉnh cao danh vọng, trong vụ tai nạn chuyến bay 471 của Japan Airlines gần New Delhi, Ấn Độ.

## Tiểu sử
Sinh ra trong một gia đình trung lưu và là con gái của một nhà hoạt động cộng sản, Leila làm giáo viên mẫu giáo ở tuổi 15. Năm 17 tuổi, cô gặp đạo diễn điện ảnh Sebastos de Oliveira, người mà cô sống chung đến năm 21. Giữa năm 1962 và 1964, Leila Diniz đã có một số vai nhỏ trên sân khấu.
Năm 1965, Leila Diniz bắt đầu làm việc trên truyền hình, nơi cô thực hiện một số telenovelas và nhiều quảng cáo. Năm 1967, cô cũng bắt đầu làm phim.
Năm 1969, Leila Diniz trả lời phỏng vấn tờ báo châm biếm O Pasquim, trong đó cô nói: "Có thể yêu một người và lên giường với người khác. Điều đó đã xảy ra với tôi."  Do những tuyên bố như thế và nhiều lời tục tĩu (mặc dù được thay thế bằng dấu hoa thị) mà bà nói trong cuộc phỏng vấn, bài báo đã gây phẫn nộ cho quân đội, và chính phủ của Bộ trưởng Bộ Tư pháp Emílio Garrastazu Médici một cái cớ để nghị định kiểm duyệt tất cả các tờ báo và tạp chí ở Brazil. Luật này được gọi là "nghị định Leila Diniz" do sự cố này. Leila Diniz đã chấm dứt hợp đồng với TV Globo với lý do "vấn đề đạo đức", nhưng vào năm 1970, cô được thuê làm giám khảo của chương trình truyền hình Flávio Cavalcanti trên TV Tupi (Cavalcanti, tò mò, có tiếng là Người đàn ông " cánh hữu ", nhưng anh ta không chỉ thuê Diniz, mà còn bảo vệ cô và giấu Leila Diniz ở nhà của anh ta khi Leila Diniz bị lực lượng đàn áp của quân đội đàn áp).
Năm 1971, Leila Diniz có một thời gian ngắn tham gia với tư cách là một ngôi sao khôi hài. Cùng năm đó, cô kết hôn với đạo diễn phim Ruy Guerra, cha của cô con gái duy nhất. Leila Diniz đã xúc phạm các thành viên bảo thủ trong xã hội bằng cách đi biển mặc bikini khi mang bầu 8 tháng, nhưng bày tỏ sự ngạc nhiên trước phản ứng, nói rằng bác sĩ vừa khuyên mặt trời có lợi cho thai kỳ và đứa con chưa sinh của cô.